# Fabrice Miguet
Pour les articles homonymes, voir Miguet.
Fabrice Miguet, né le 29 juillet 1969 à Argentan dans l'Orne et mort le 11 août 2018 à Belfast, surnommé « Mig » (diminutif de son patronyme), était un pilote amateur français, spécialiste des courses motocyclistes sur route. Le « Mig » a longtemps été surnommé le « Français le plus rapide de l'île de Man » grâce à un tour du circuit du Tourist Trophy de l'île de Man réalisé en 18 min 36 s. Pour la communauté motarde française, le « Mig » représentait le modèle du pilote amateur dont l'existence est vouée entièrement à sa passion. Il meurt lors du 4e tour de la course Superstock du Grand Prix moto d'Ulster (Irlande du Nord).

## Biographie

### Jeunesse
Fabrice Miguet né le 29 juillet 1969, est le fils unique de Gabriel et Yvette Miguet. Sa scolarité s'effectue au collège de Trégaro à Gacé, ESAT (École Secondaire  agricole et technique) de Giel puis l'Institut Lemonnier à Caen. Il y obtient un baccalauréat professionnel de tourneur-fraiseur. Il est vendeur de motoculteurs puis de pièces moto et magasinier en entrepôt frigorifique.
Fabrice Miguet souhaitait devenir pilote de chasse mais il ne parvient pas à intégrer le lycée militaire du Prytanée.
Cette aspiration à la vitesse trouve d'abord un exutoire dans des balades à cyclomoteur avec ses amis à Chambois. Il finance sa passion naissante en multipliant les emplois divers comme vendeur de motoculteurs ou magasinier en entrepôt frigorifique. Fabrice Miguet obtient le permis 125 cm3 à 17 ans. Il améliore sa pratique sur de grosses cylindrées. Toutefois, il explique : «  J’adore la vitesse. C’est pour ça que j’en fais en compétition, pour ne pas rouler vite sur nos routes  ». Son dernier message saisi sur sa page Facebook signale cette constante recherche de sensation forte au guidon : « Quel plaisir de sortir d'une courbe que l'on vient de passer à plus de 240 km/h et de prendre une bosse avec encore un peu d'angle...».
Toute sa vie durant, le « Mig » a trouvé les moyens de financer tout ou partie de ses engagements sportifs en exerçant des métiers variés, en vendant des autocollants, des T shirts mais aussi des bouteilles de vin à son effigie. Il possédait une entreprise de motocyclettes. Il vit sa passion à 100% quitte à dormir en caravane ou à l'arrière de son fourgon.
Le « Mig » découvre les circuits de vitesse en participant à la coupe de marque Kawasaki en 1991 et 1992. Puis, il court en Promosport avec une KR1 250 puis une Ninja ZX-6R en 1995 et 1996. En 1998, il participe au championnat de France de course de côte. Il termine cinquième du championnat en catégorie 600 cm3.

### « Le Français le plus rapide de l'île de Man »
Fabrice Miguet se convertit à la course sur route en s'inscrivant au championnat IRRC (International Road Race Championship) avec l'aide de Christophe Di Marino. Il prend part à son premier Tourist Trophy en 1999 sur une Kawasaki Ninja ZX-9R. Il enchaîne ensuite les compétitions en Europe sur les circuits urbains du Royaume-Uni, de Finlande, de Belgique et de République tchèque. Il participe deux fois au rallye routier français, le Dark Dog Moto Tour, au guidon d'une Voxan (2005 et Fabrice Miguet  pilote aussi en endurance. Par exemple, il roule lors des 24 Heures du Mans en 1999 et en 2007.
Fabrice Miguet court également en Asie et en Amérique. En effet, il débarque à Macao en 2000. Il termine deuxième sur une Yamaha R6 en catégorie SuperSport. Il est alors le seul Français à concourir. Il retourne en Chine en 2008 avec une structure plus aboutie dirigée par Olivier Pierson :  le « Team of Paris » qui engage une Suzuki 1000 GSXR en catégorie Superbike. Il fait alors équipe avec Gérald Muteau, Pierre Chapuis (triple champion de France de la Coupe d’Endurance), Amaury Baratin (vice champion mondial d’endurance Superstock 2008) et Conor Cummins, pilote routier manx. Fabrice Miguet donne son sentiment sur cette course urbaine, réputée dangereuse : « T’as un peu la sensation d’être une balle de flipper qu’on lâche dans un couloir et tu n’as pas d’autres choix que de faire des tours et des tours, à fond. Contrairement au TT, tu n’as aucun endroit où tu peux relâcher ton effort. C’est tendu en permanence et c’est très physique. D’autant que le bitume est carrément défoncé ». En 2015, Fabrice Miguet franchit l'Atlantique pour participer à la montée de Pikes Peak dans le Colorado. Il pilote une Voxan Cafe Racer aux couleurs du drapeau français.
Après sa découverte  du Tourist Trophy (TT) en 1999, épreuve au cours de laquelle il obtient le prix de meilleur newcomer avec une 37e position, le « Mig » a participé à toutes les éditions de cette compétition depuis 2001. Il raconte qu'il a découvert le circuit de l'île de Man sans avoir effectué le moindre tour de reconnaissance. Il a fait confiance à son instinct de pilote. Il rapporte que ce premier tour improvisé lui a laissé un souvenir impérissable. Il retourne 19 fois au TT et court dans plusieurs catégories comme le Superbike TT ou le PokerStars Senior aux côtés des pilotes les plus titrés de la catégorie comme John McGuinness, Michael Dunlop ou Ian Hutchinson. Il roule sur une Voxan en 2005 et 2006.
Surnommé « Le Français le plus rapide de l'île de Man » en 2003 avec une 17e position (194 km/h de moyenne) et un temps au tour de 18 min 36 s, Fabrice Miguet communique sa passion et fait partager son expérience du TT à de jeunes pilotes comme le champion de France des rallyes, Julien Toniutti.

### Dernière course et mort
Fabrice Miguet succombe à ses blessures à la suite d'une chute lors de la course de Superstock du Grand Prix d'Ulster le 11 août 2018. Il est transporté en état de mort cérébrale au Royal Victoria Hospital de Belfast. Il est maintenu artificiellement en vie afin de réaliser des dons d'organes comme le souhaite sa famille.
Ses obsèques ont lieu le lundi 27 août 2018, il est inhumé à Chambois (dans l'Orne), en présence de plus de 1 000 personnes dont plusieurs centaines de motards dont une délégation de la Fédération française des motards en colère (FFMC)[réf. souhaitée]. Lors de l'entrée du cercueil dans l'église, l'un de ses amis a interprété un air à la cornemuse. Il est enterré dans le cimetière de la commune[pertinence contestée].
Une cagnotte a été ouverte en ligne par les amis de Fabrice Miguet afin d'aider ses parents à couvrir les frais d'obsèques. La famille a signalé que les dons serviraient à la création d'un futur musée consacré à la carrière de Fabrice Miguet dit le « Mig » à Avoine.[pertinence contestée] Un groupe d'amis et de fans a décidé de constituer une association, baptisée « Fabrice Miguet “Le Mig” », afin de « poursuivre son aventure » selon les mots de son ami Michel Ducret. L'assemblée générale constitutive est prévue pour le 29 septembre 2018 à la salle des associations d'Argentan. Une statuede lui à moto a été érigée à l'une des entrées-sorties de Chambois, route de Trun.
Fabrice Miguet ne possédait pas de numéro de plaque attitré. Il a donc couru sous plusieurs numéros. Dans les dernières années, il portait un casque noir de la marque Shoei. Parfois, il installait une visière jaune, réputée pour augmenter le contraste.